# Maan Sassen
Emmanuel Marie Joseph Antony (Maan) Sassen (ur. 11 września 1911 w ’s-Hertogenbosch, zm. 20 grudnia 1995 tamże) – holenderski polityk, prawnik i dyplomata, deputowany i senator, pierwszy przewodniczący Europejskiej Partii Ludowej. W latach 1948–1949 minister ds. kolonii zamorskich, w latach 1967–1970 członek Komisji Europejskiej, w latach 1971–1977 stały przedstawiciel przy Wspólnotach Europejskich.

## Życiorys
Syn sędziego Karela i Elizabeth van Heijst. W 1936 ukończył studia prawnicze na Katolickim Uniwersytecie w Nijmegen, następnie rozpoczął praktykę jako adwokat. Należał do konserwatywnego ruchu Brabantia Nostra, a od 1938 do Rzymskokatolickiej Partii Stanu, w 1939 wybrany z jej listy do rady Brabancji Północnej (wykonywał mandat do 1941). Od 1940 do 1941 członek Nederlandse Unie, masowego ruchu sprzeciwiającego się niemieckiej okupacji Holandii. Od maja 1942 do grudnia 1943 internowany w obozie jenieckim w Sint-Michielsgestel. Podczas wojny publikował w podziemnych czasopismach katolickich „Je Maintiendrai” i „Christofoor”. 
Po II wojnie światowej członek reformatorskiego Nederlandse Volksbeweging, a następnie Katolickiej Partii Ludowej, był członkiem władz centralnych KVP i wiceprzewodniczącym. Od 1945 do 1958 pozostawał radnym prowincji Brabancja Północna, od 1945 do 1946 wchodził w skład jej władz wykonawczych. W latach 1946–1948 członek Tweede Kamer. Od sierpnia 1948 do lutego 1949 pełniący obowiązki ministra ds. kolonii zamorskich. Zrezygnował ze stanowiska po konflikcie politycznym, w którym opowiedział się przeciwko niepodległości Indonezji wbrew stanowisku rządu i wysokiego komisarza Louisa Beela. Czasowo zrezygnował z polityki, w latach 1950–1958 orzekał w Centrale Raad van Beroep (sądzie apelacyjnym rozpatrującym głównie sprawy z zakresu służby cywilnej). W latach 1952–1958 zasiadał w Eerste Kamer, oddelegowany do Zgromadzenia Ogólnego Organizacji Narodów Zjednoczonych i od 1952 do Parlamentu Europejskiego. Był jednym z inicjatorów powołania frakcji chadeckiej, przekształconej później w Europejską Partię Ludową oraz jej pierwszym przewodniczącym (1953–1958). Pozostawał zarazem wiceszefem Międzynarodówki Centrowych Demokratów (1949–1958).
Od 1958 do likwidacji w 1967 należał do Komisji Europejskiej Wspólnoty Energii Atomowej (kierowanych kolejno przez Louisa Armanda, Étienne’a Hirscha i Pierre’a Chatenet). W 1967 został członkiem Komisji Europejskiej kierowanej przez Jeana Reya, odpowiadał w niej za konkurencję. W latach 1971–1977 pozostawał przedstawicielem Holandii przy Wspólnotach Europejskich, następnie zajmował stanowiska kierownicze i doradcze w sektorze prywatnym.

## Życie prywatne
Dwukrotnie żonaty. Jego pierwszą żoną została w 1939 krewna lidera KVP Carla Romme, mieli czworo dzieci. Drugi związek małżeński zawarł w 1978 z Jeannette Koenen.

## Odznaczenia
Odznaczony m.in. Orderem Oranje-Nassau II (1972) i III (1972) klasy, Orderem Lwa Niderlandzkiego III klasy (1949) oraz Wielki Krzyż Zasługi Orderu Zasługi Republiki Federalnej Niemiec (1956). W 1986 otrzymał nadawany w tym roku po raz pierwszy Medal Roberta Schumana.